# Риффатер, Майкл
Майкл (Мише́ль) Риффате́р (20 ноября 1924, Бурганёф, Крёз — 27 мая 2006, Нью-Йорк) — американский филолог французского происхождения, семиотик, теоретик литературы, видный представитель структурализма. В своих работах разрабатывал и осуществлял структуралистский подход к литературным произведениям. Известен, в первую очередь, своей книгой «Семиотика поэзии» и концепцией гиппограмы и силлепса.

## Биография
Родился во Франции, в коммуне Бурганёф бывшего региона Лимузен. После получения приза за участие в concours général по французской литературе, отправился учиться в Лионский университет. По окончании Второй мировой войны окончил Сорбонну, в которой он получил степень магистра по антиковедению, затем стал студентом докторантуры в Колумбийском университете, в котором, получив докторскую степень в 1955 году, он проработал до конца своих дней. В 1971 году стал главным редактором журнала «Romanic Review». 
До 1975 года преподает в Колумбийском университете французский язык, а с 1975 года становится профессором, преподающим французскую литературу.
В 1982 году был удостоен высшего профессорского звания Колумбийского университета — University Professor.
С 1987 года руководит Школой литературной критики и теории при Колумбийском университете.

## Научная карьера
Риффатер дважды становился обладателем Стипендии Гуггенхайма, был обладателем стипендии Оксфорда, членом Американской академии наук и искусств, офицером Ордена Академических пальм, почетным стипендиатом университетов Блеза Паскаля и Сорбоны. Помимо преподавания в Колумбийском университете, Риффатер читаллекции в Университете Джонса Хопкинса, Колледже де Франс, Йеле, Гарварде, Пенсильванском университете и Городском университете Нью-Йорка, а также проводил семинары в Школе критики и теории литературы. В 1986 году был избран президентом Общества Семиотики США.

## Значение
Вклад Риффатера в теорию литературы был по достоинству оценен его коллегами и современниками. Научные изыскания Риффатера продолжают оказывать влияния не только в рамках структурной поэтики, но и в иных дисциплинах. Так например Л. Р. Христенсен вводит некоторые концепции Риффатера в анализ производственной практики в больнице (2016).
Употребив излюбленный термин Риффатерра, можно сказать, что матрицей всех его построений неизменно был и остается семантический микроанализ текстового фрагмента — анализ, явственно сохраняющий родовую связь с исконной французской практикой explication du texte.Козлов С. Майкл Риффатерр как теоретик литературы // НЛО, 1992. №1. С. 18.
Риффатер умер в Нью-Йорке в 2006 году.

## Труды
- Le Style des Pleiades de Gobineau: Essai d’application d’une methode stylistique (1957); doctoral dissertation
- Essais de stylistique structurale (1971); translated by Daniel Delas
- Semiotics of Poetry (1978)
- La Production du texte (1979) 1983 English translation Text Production
- Fictional Truth (1990)